# Miejski Zakład Komunikacyjny w Opolu
Miejski Zakład Komunikacyjny Spółka z ograniczoną odpowiedzialnością (MZK Opole) – spółka miejska zajmująca się transportem zbiorowym (autobusowym) na terenie Opola oraz poza granicami miasta. W taborze przewoźnika znajduje się 97 pojazdów.

## Historia
Miejski Zakład Komunikacyjny swoją działalność rozpoczął w kwietniu 1953 roku. Na początku dysponował on czterema autobusami marki „CHAUSSON”. Kursowały one na trasie linii 2 co 20 minut. Łączyła ona tzw. Osiedle i Rynek z Półwsią (miała długość ok. 9 kilometrów).
W 1957 roku MZK zostało przekształcone w Miejskie Przedsiębiorstwo Komunikacyjne. Zwiększyła się liczba autobusów kursujących po ulicach Opola, a także linii.
W październiku 1975 roku wojewoda opolski powołał Wojewódzkie Przedsiębiorstwo Komunikacji Miejskiej. Powstało z połączenia MPK Opole z ZKM w Nysie i MPK Kędzierzyn-Koźle. Swoją działalnością obejmowało te trzy miasta. Do 1977 roku tabor WPK rozrósł się do 205 pojazdów. W 1983 roku od WPKM odłączono Kędzierzyn-Koźle, w którym zaczęło działać MPK. 31 marca 1991 roku od WPKM odłączył się pion Nyski (rozpoczął on działalność we własnym zakresie jako ZKM Nysa).
17 grudnia 1991 roku Rada Miasta Opola przyjęła uchwałę o przejęciu Wojewódzkiego Przedsiębiorstwa Komunikacji Miejskiej. Z początkiem 1992 roku utworzono Miejski Zakład Komunikacyjny w formie zakładu budżetowego. 1 stycznia 1998 roku zakład przekształcono w spółkę z ograniczoną odpowiedzialnością. W takiej formie zakład funkcjonuje do dzisiaj.

## Zajezdnia
Zajezdnia znajduje się przy ul. Luboszyckiej 19 w Opolu. Jej powierzchnia to ponad 11 hektarów. Na terenie zakładu znajdują się budynki techniczne, a także biura. Do lat 80. XX zajezdnia mieściła się przy ul. Kasprowicza 8 w Opolu.

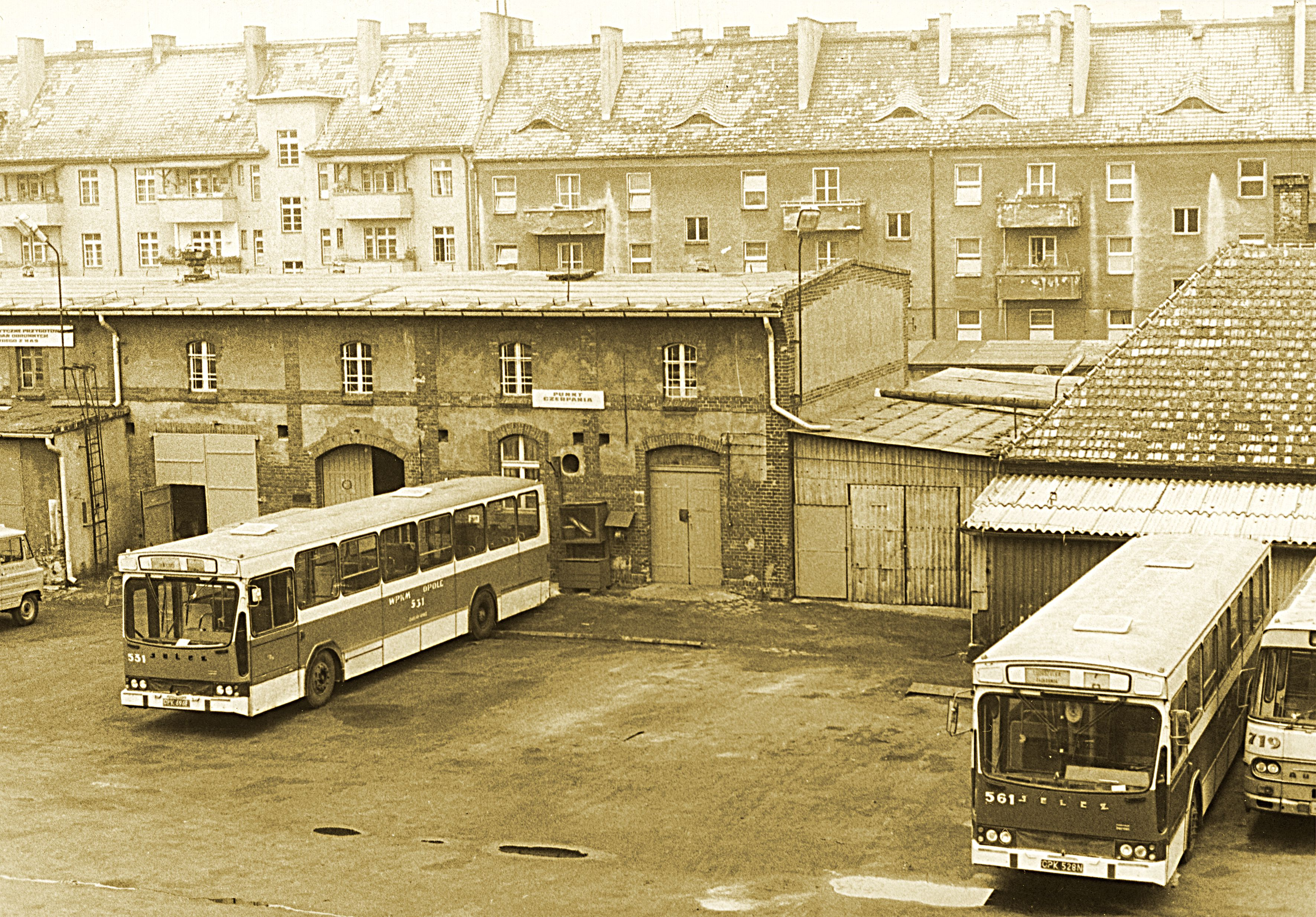
Zajezdnia przy ul. Kasprowicza

W latach 2017–2019 baza spółki przeszła kompleksową modernizację. Obejmowała ona między innymi stworzenie ciągu diagnostyczno-obsługowego (TCDO) do kontroli technicznej i obsługi eksploatacyjnej autobusów. W hali odbywa się kompleksowe czyszczenie autobusów, czy też uzupełnianie płynów.
Przebudowana została też stacja paliw. W ramach prac wymieniono zbiorniki paliwowe na dwupłaszczowe, dystrybutory paliwa oraz instalację paliwową. Wykonano również zabezpieczenia, które uniemożliwiają przedostawanie się substancji ropopochodnych do środowiska. Wymieniono wiatę nad stanowiskami tankowania, przebudowano budynek stacji paliw.

## Linie
MZK wykonuje dziennie około tysiąca kursów na 21 liniach publicznych.

### Miejskie

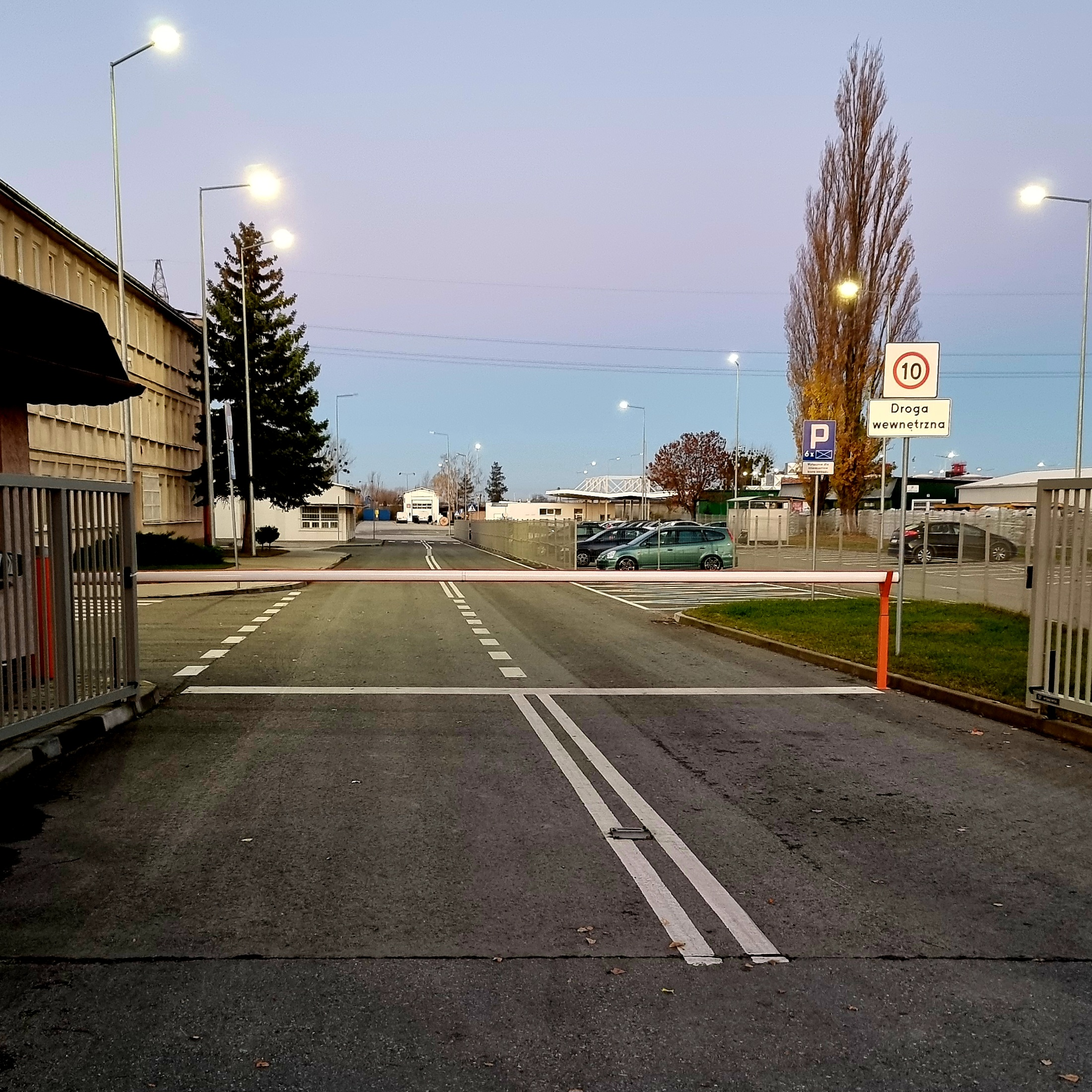
Widok na zajezdnię od ul. Luboszyckiej

1 – trasa: Wrocławska – Witosa (linia ekspresowa)

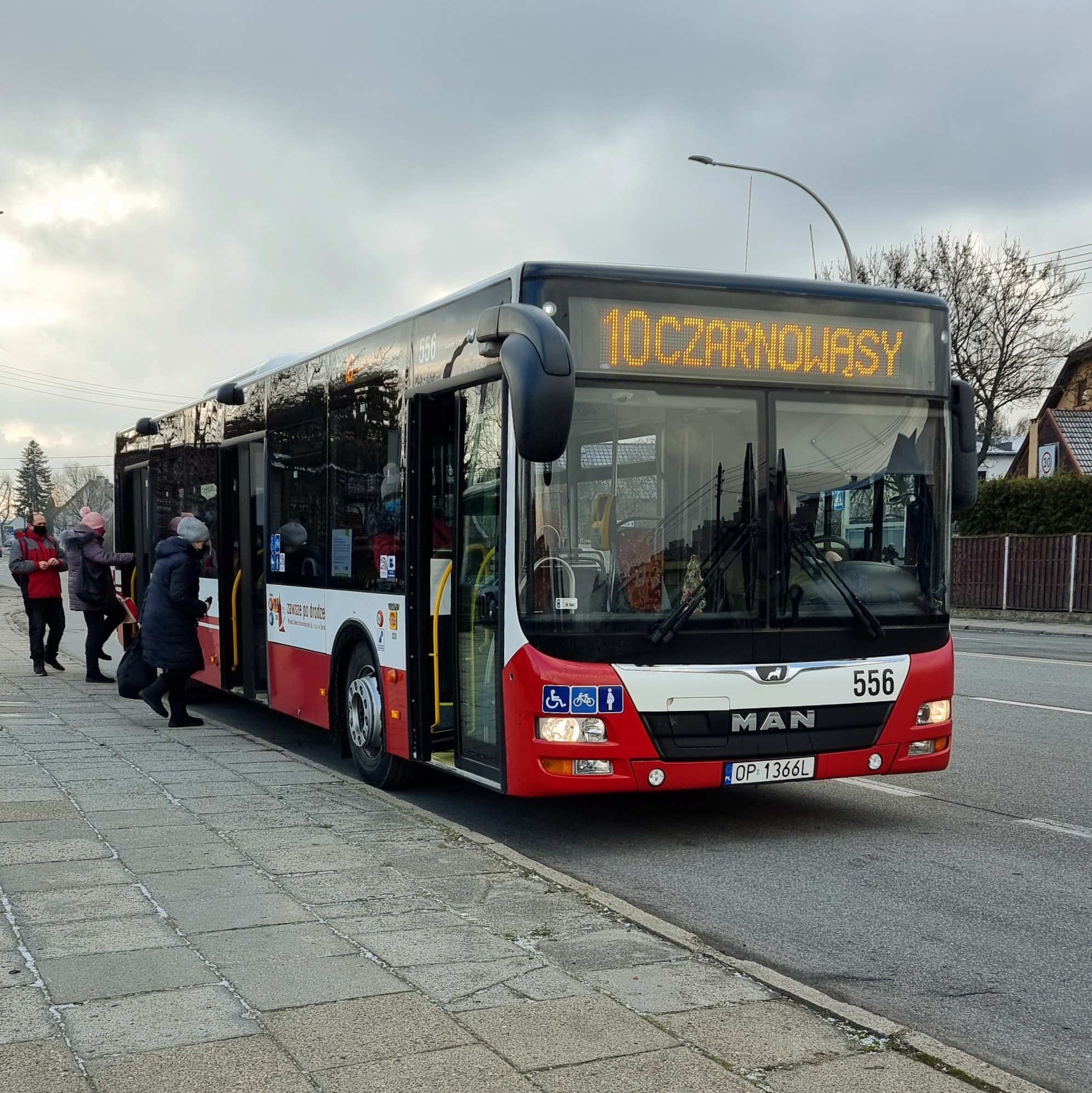
MAN Lion’s City na linii 10

3 – trasa: Pużaka – Al. Przyjaźni
5 – trasa: Żytnia – Wrzoski
7 – trasa: Złota – Prószkowska
9 – trasa: Bierkowice – Pużaka
10 – trasa: Witosa – Bierkowice
11 – trasa: Pużaka – Grudzice
12 – trasa: Grotowice – Wspólna
13 – trasa: Witosa – Sławice
14 – trasa: Malina – Wschodnia
17 – trasa: (Chmielowice –) Dambonia – Częstochowska
18 – trasa: Witosa – Wrocławska
21 – trasa: Wschodnia – Czarnowąsy (– Brzezie)
25 – trasa: Prószkowska – Pużaka
28 – trasa: Grudzice – Wrocławska

### Pozamiejskie
8 – trasa: Grotowice – Polska Nowa Wieś / – Ochodze
15 – trasa: Witosa – Wójtowa Wieś / – Winów / – Górki
16 – trasa: Al. Przyjaźni – Wawelno
80 – trasa: Dambonia – Pucnik

### Nocne
N1 – trasa: Witosa – Dambonia
N2 – trasa: Złota – Pużaka

## Bilety

### Rodzaje biletów
Ceny biletów są ustalane przez Radę Miasta Opola. Obowiązująca taryfa została przyjęta uchwałą LXIV/1157/22 z dnia 24 listopada 2022 r.
Cennik biletów MZK Opole przewiduje zakup biletów w dwóch taryfach – normalnej i ulgowej.

### OPOLKA!
Bilety długookresowe są kodowane na Opolskiej Karcie Autobusowej (OPOLKA!). Jest to bezstykowa elektroniczna karta – nośnik biletów oraz e-portmonetki. OPOLKA! występuje w dwóch wariantach – spersonalizowanym (imiennym) oraz na okaziciela.

### Zakup biletów

#### Kasy biletowe – Punkty Obsługi Klienta
Na terenie Opola działają dwie kasy biletowe Miejskiego Zakładu Komunikacyjnego – Punkty Obsługi Klienta. Można w nich:
- zakupić bilety papierowe każdego rodzaju: jednorazowe, dobowe, weekendowe;
- zakupić bilet okresowy na Opolską Kartę Autobusową;
- zakodować na Opolskiej Karcie Autobusowej bilet okresowy kupiony w Punkcie Obsługi Pasażera [POP];
- zakodować na Opolskiej Karcie Autobusowej doładowania wykonanego w POP;
- doładować e-portmonetkę na Opolskiej Karcie Autobusowej;
- sprawdzić saldo e-portmonetki na Opolskiej Karcie Autobusowej;
- sprawdzić daty obowiązywania biletów okresowych zakodowanych na Opolskiej Karcie Autobusowej;

Kasy są czynne w godzinach od 6:15 do 20:00.
Lokalizacje kas:
- POK „Dworzec” – budynek Centrum Przesiadkowego Opole Główne przy ul. 1 Maja 4
- POK „PUŻAKA” – pętla autobusowa przy ul. Pużaka 58

POK-i obsługują płatność: kartami płatniczymi, Blikiem, gotówką.

#### Punkty Obsługi Sprzedaży
Punkty Obsługi Sprzedaży (POS) to punkty partnerów, które prowadzą rozszerzoną sprzedaż biletów. W POS-ach można:
- zakupić bilet okresowy na Opolską Kartę Autobusową;
- doładować e-portmonetkę na Opolskiej Karcie Autobusowej;
- sprawdzić saldo e-portmonetki na Opolskiej Karcie Autobusowej;
- sprawdzić daty obowiązywania biletów okresowych zakodowanych na Opolskiej Karcie Autobusowej.

POSy znajdują się w następujących lokalizacjach:
- ul. Koraszewskiego 8-16 w sklepie Carrefour Express (POS nr 4)
- ul. Sienkiewicza 24 w sklepie Carrefour Express (POS nr 5)
- ul. 1 Maja 38 w sklepie Carrefour Express (POS nr 6)
- ul. Kielecka 12 w sklepie Carrefour Express (POS nr 7)
- ul. Niemodlińska 14, Komprachcice w sklepie GLOBI (POS nr 8)
- ul. Krzanowicka 2, Czarnowąsy w sklepie OdiDo (POS nr 9)
- ul. Majora Hubala 23 w sklepie Lewiatan (POS nr 10)

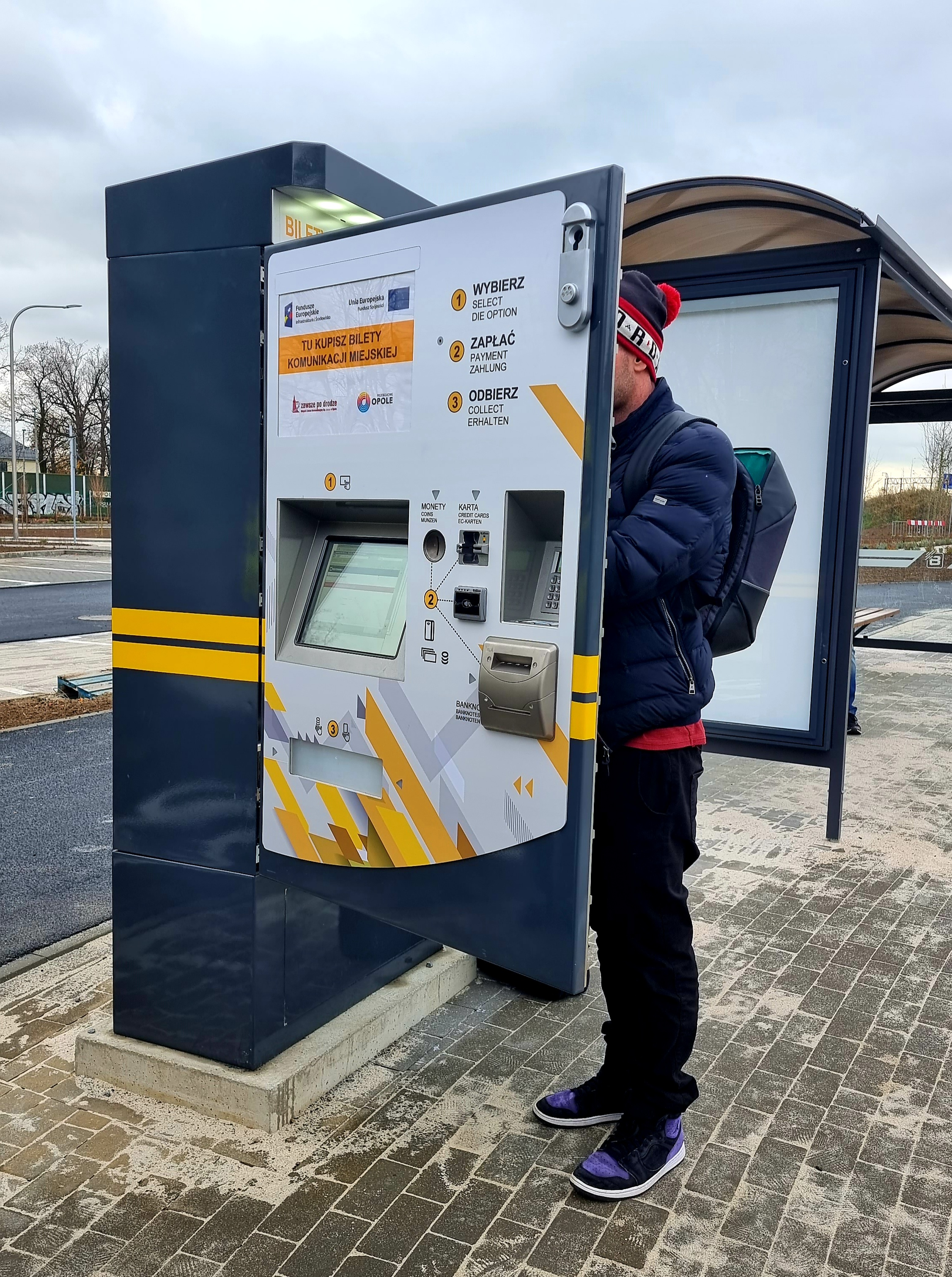

#### Biletomaty

##### Biletomaty stacjonarne
Na terenie miasta Opola umieszczone są biletomaty stacjonarne, w których istnieje możliwość:
- zakupu biletu papierowego każdego rodzaju: jednorazowego, dobowego, weekendowego,
- zakupu biletu okresowego na Opolską Kartę Autobusową,
- zakodowania na Opolskiej Karcie Autobusowej biletu okresowego kupionego w Portalu Obsługi Pasażera [POP],
- zakodowania na Opolskiej Karcie Autobusowej doładowania wykonanego w POP,
- doładowania e-portmonetki na Opolskiej Karcie Autobusowej,
- sprawdzenia salda e-portmonetki na Opolskiej Karcie Autobusowej,
- sprawdzenia daty obowiązywania biletów okresowych zakodowanych na Opolskiej Karcie Autobusowej,
- uzyskania informacji o aktualnie obowiązującej taryfie biletowej.

Biletomaty stacjonarne obsługują płatność: kartami płatniczymi, Bilkiem oraz gotówką.

##### Biletomaty mobilne
Są zlokalizowane we wszystkich pojazdach MZK Opole. Można w nich dokonać:
- zakupu biletu jednorazowego (wymagane skasowanie po zakupie),
- doładowania e-portmonetki na Opolskiej Karcie Autobusowej (stałą kwotą 20 zł),
- sprawdzenia salda e-portmonetki na Opolskiej Karcie Autobusowej.

Biletomaty mobilne obsługują wyłącznie płatności kartami płatniczymi.

#### SkyCash
Bilety na przejazd komunikacją miejską można zakupić także za pośrednictwem aplikacji SkyCash.

## Tabor

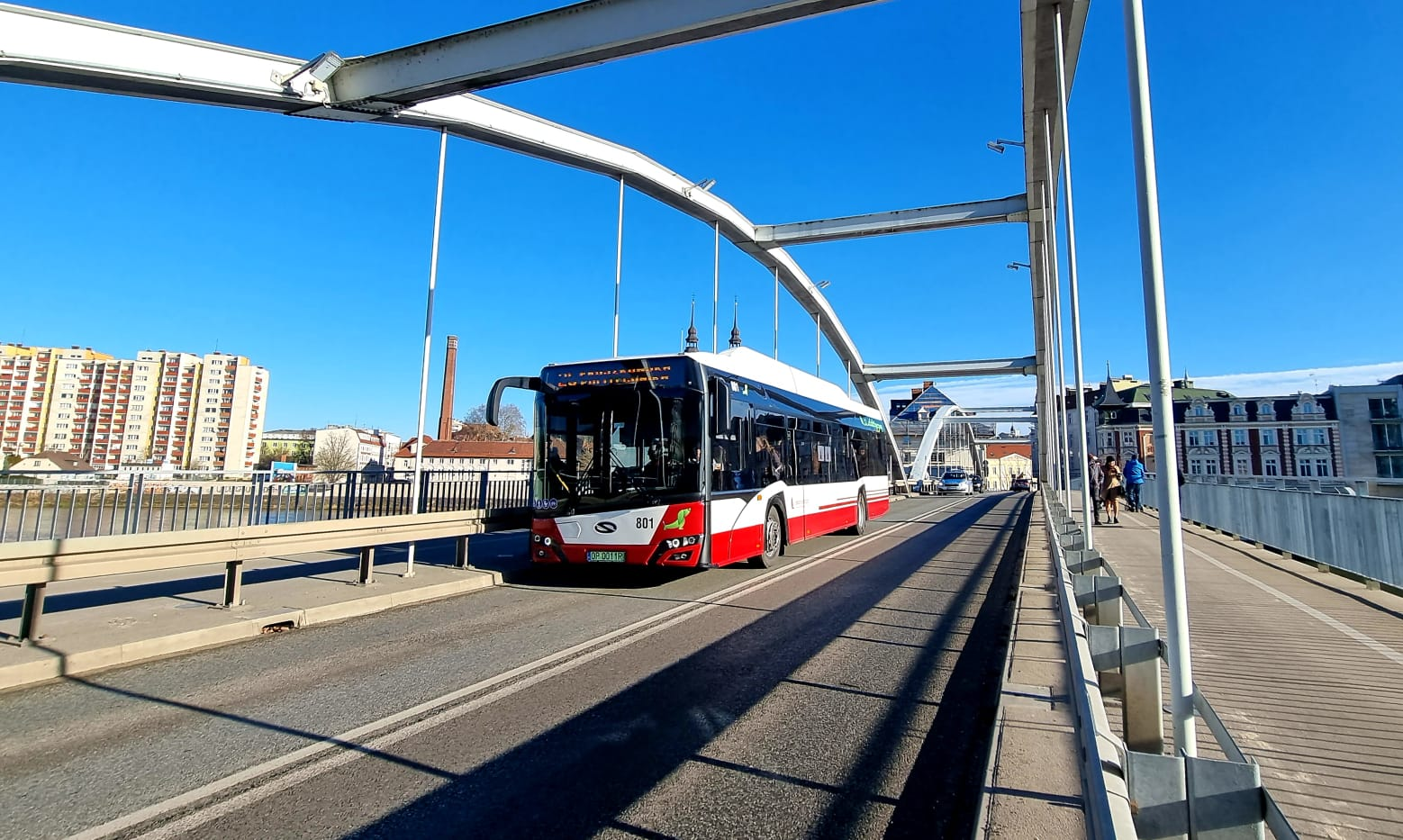
Solaris Urbino Electric na Moście Piastowskim w Opolu

We flocie MZK Opole znajduje się 97 autobusów. Wszystkie spełniają najwyższą normę emisji spalin EURO. W większości tabor złożony jest z pojazdów marki MAN (83). 15 autobusów, które jeżdżą po ulicach Opola, są wyprodukowane przez firmę Solaris Bus & Coach. 25 sierpnia 2022 roku na ulice miasta wyjechały pierwsze autobusy elektryczne. 5 pojazdów marki Solaris kursuje na liniach 25 i 15.
Przewoźnik w październiku 2022 roku podpisał umowę na dostarczenie kolejnych autobusów elektrycznych. 8 pojazdów zostanie dostarczonych przez firmę Solaris. Będzie to 6 autobusów dwunastometrowych oraz dwa przegubowe. Mają one przyjechać do Opola w październiku 2023 roku. Inwestycja jest realizowana dzięki wsparciu unijnemu. Koszt całego projektu to ponad 36 milionów złotych. Kwota dofinansowania w ramach Europejskiego Fundusze Rozwoju Regionalnego to 25 milionów. Jest to pierwszy projekt, w którym MZK jest samodzielnym beneficjentem.
Nowe „elektryki” będą obsługiwać trzy linie: 5, 9 i 13.

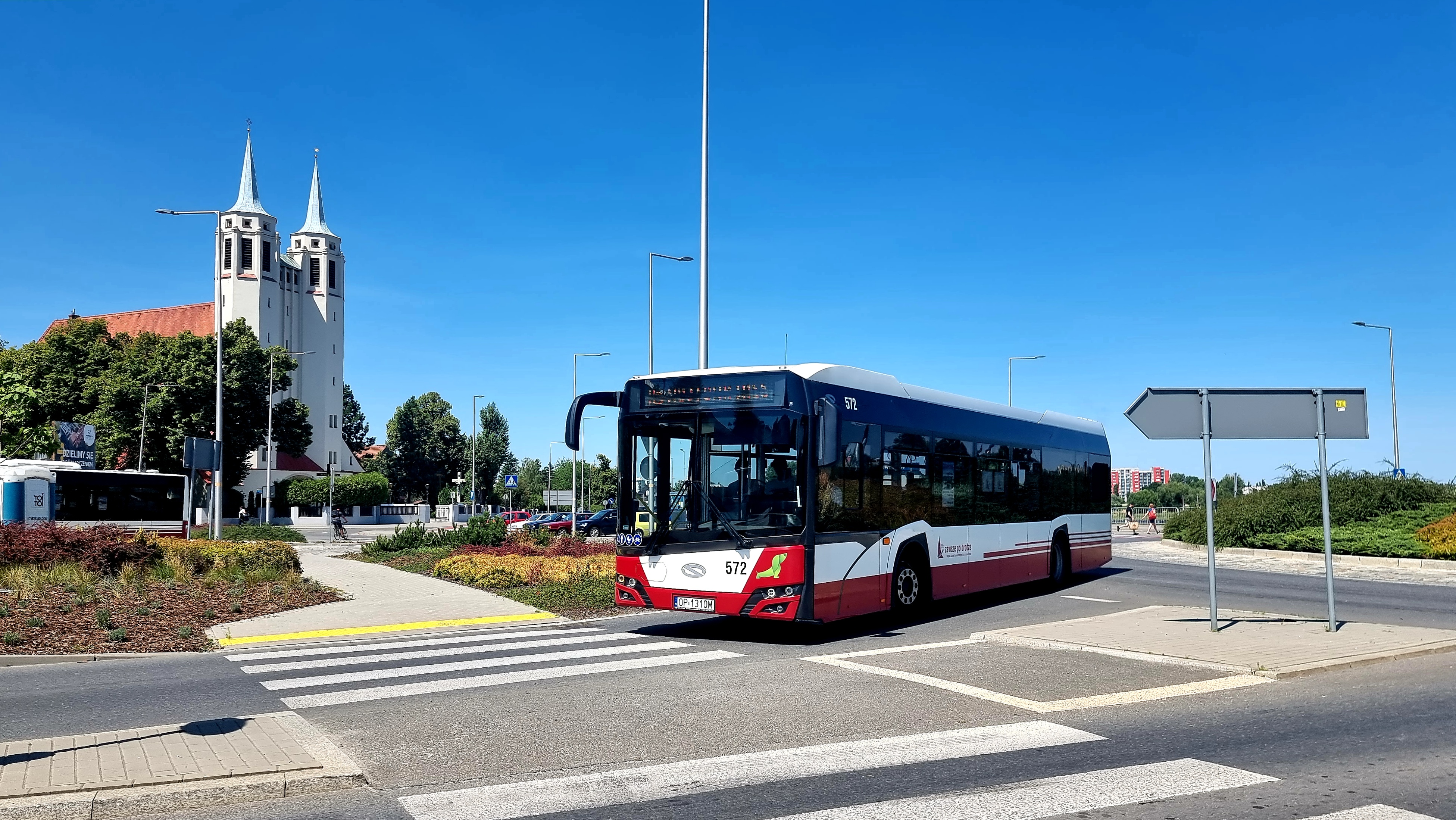
Solaris Urbino przy ul. Prószkowskiej

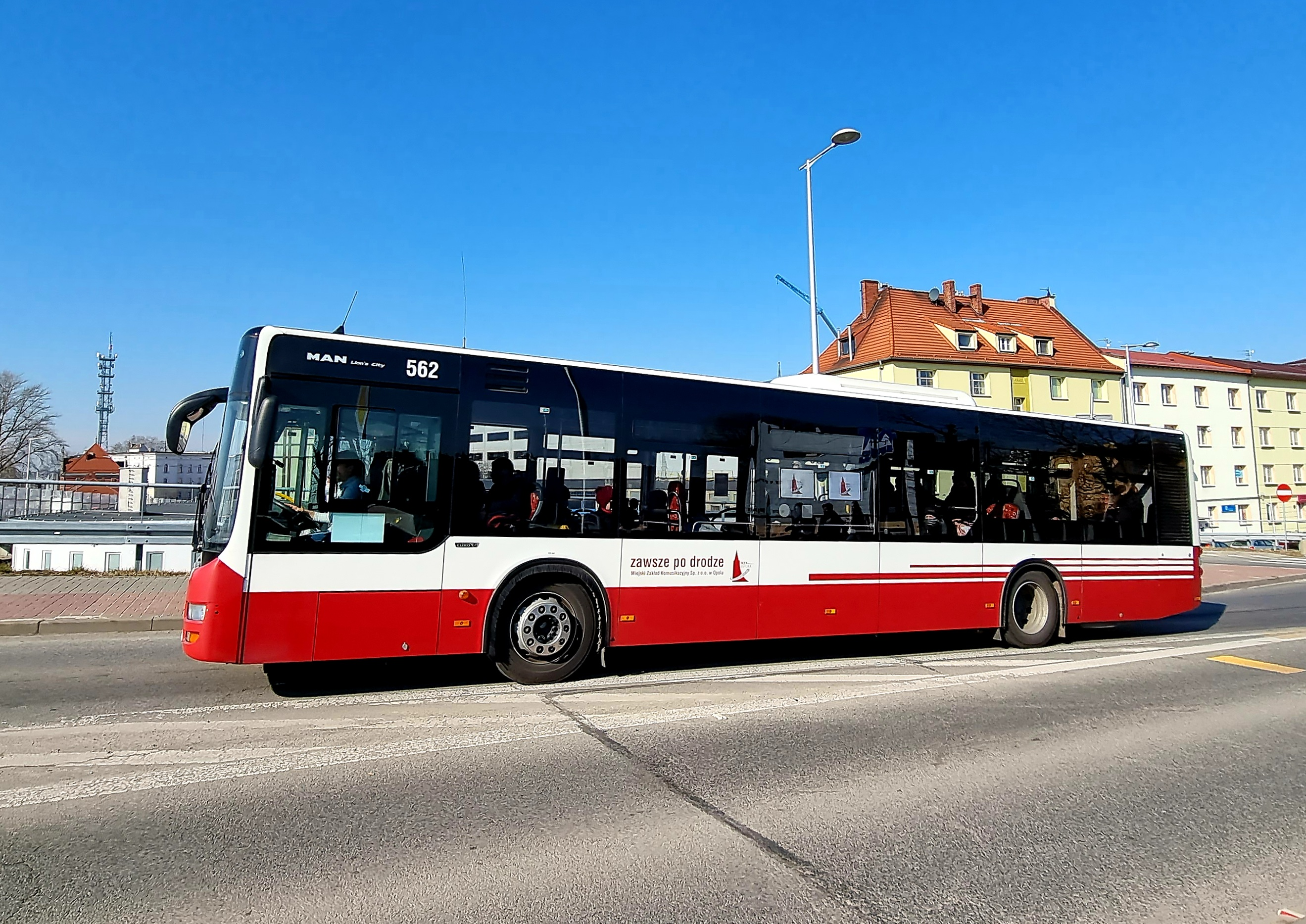
MAN Lions’s City

| Marka i typ             | Liczba autobusów | Miejsca siedzące | Miejsca stojące | Maksymalna liczba osób w autobusie | Razem | Norma EURO |
| ----------------------- | ---------------- | ---------------- | --------------- | ---------------------------------- | ----- | ---------- |
| SOLARIS URBINO12 E      | 5                | 28               | 52              | 80                                 | 400   | E          |
| SOLARIS URBINO12        | 10               | 28               | 59              | 87                                 | 870   | VI         |
| MAN LION’S CITY (A37)   | 33               | 27               | 71              | 98                                 | 3234  | VI         |
| MAN LION’S CITY G (A23) | 15               | 42               | 105             | 147                                | 2205  | VI         |
| MAN LION’S CITY (A47)   | 3                | 23               | 61              | 84                                 | 252   | VI         |
| MAN LION’S CITY (A26)   | 2                | 38               | 89              | 127                                | 254   | VI         |
| MAN LION’S CITY (A26)   | 3                | 42               | 87              | 129                                | 387   | VI         |
| MAN LION’S CITY (A21)   | 10               | 32               | 68              | 100                                | 1000  | V(EEV)     |
| MAN LION’S CITY (A21)   | 16               | 32               | 54              | 86                                 | 1376  | V(EEV)     |
| RAZEM                   | 97               |                  |                 |                                    | 10157 |            |

## Aplikacje
Rozkład jazdy MZK Opole jest dostępny dla podróżujących na stronie www.mzkopole.pl/rozklady, a także w aplikacjach: OnTime(odnośnik), kiedyprzyjedzie.pl (odnośnik) oraz w GoogleMaps. Są one zsynchronizowane z rzeczywistym czasem odjazdów autobusów.